# Trouille
De Trouille is een zijriviertje van de Hene en behoort tot het stroomgebied van de Schelde.
Zij ontspringt in Grand-Reng (deelgemeente van Erquelinnes), steekt de grens met Frankrijk over, doorkruist de Franse gemeenten Villers-Sire-Nicole en Vieux-Reng ten noorden van Maubeuge en komt vervolgens weer België binnen waar zij door Quévy, Harmignies, Givry en Bergen stroomt. Zij mondt uit in de Hene te Jemappes.

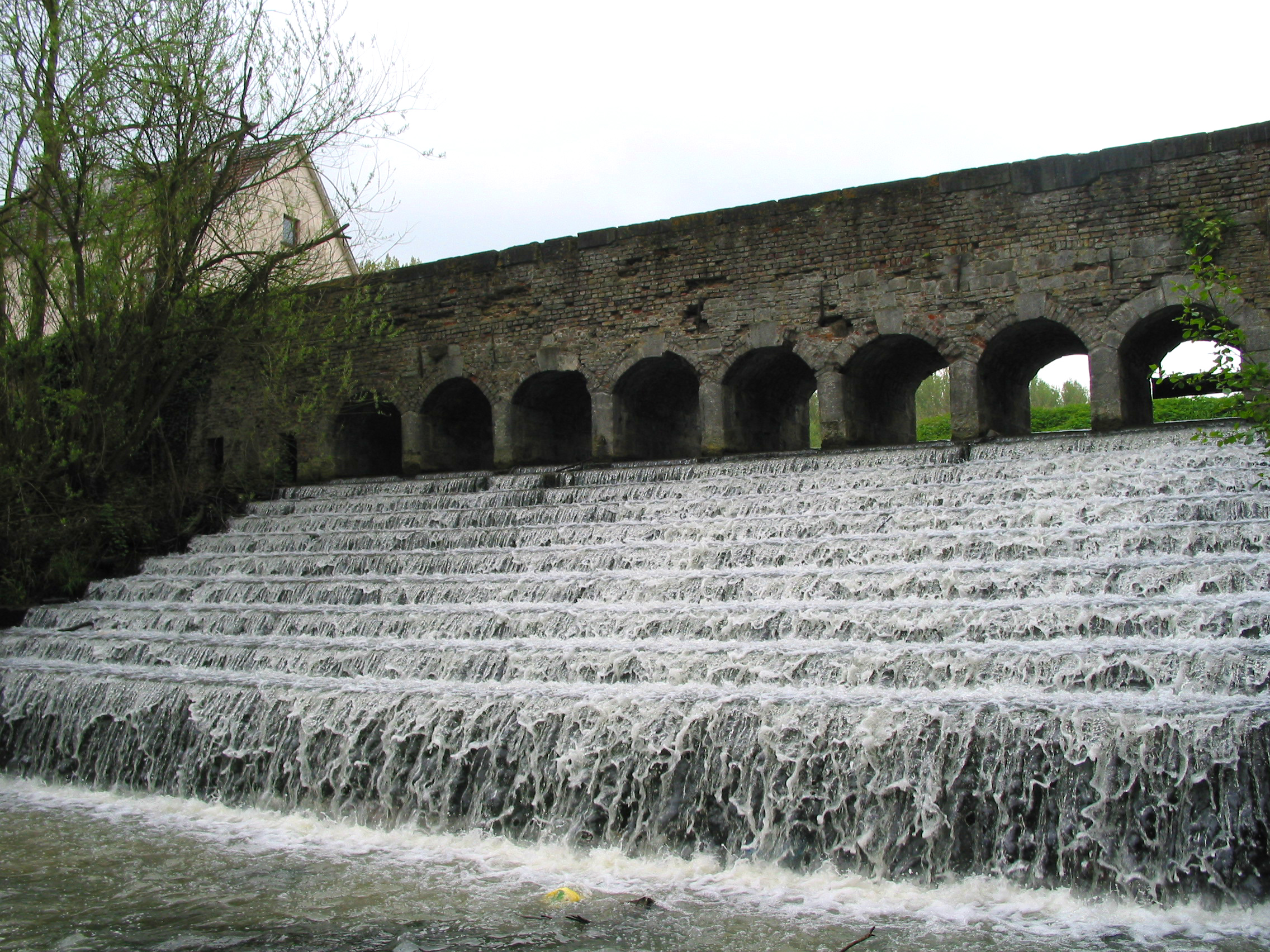
De oude stuwdam/brug (XVIe eeuw) te Hyon.